# Fortín San José de Alcudia
El Fortín San José de Alcudia es un monumento histórico localizado en la ciudad de Río Bueno, Región de Los Ríos, Chile. Este inmueble formó parte de la infraestructura de defensa construida en dicha zona con el fin de contrarrestar el ataque de indígenas, tras un alzamiento en 1792. Su data de construcción se remonta al período comprendido entre 1793 y 1795, y estuvo a cargo del ingeniero Manuel Olaguer Feliú.
Pertenece al conjunto de monumentos nacionales de Chile desde el año 1950 en virtud del Decreto supremo 3869 del 14 de junio del mismo año; se encuentra en la categoría «Monumentos Históricos».

## Historia
A principios de 1779 se funda la misión San Pablo Apóstol de Río Bueno, el primer asentamiento de españoles al sur del río homónimo, sin embargo, el 23 de septiembre de 1792 se produce el alzamiento Huilliche de Río Bueno liderado por Queipul y Futañirre que la destruyó. La acción fue contrarrestada rápidamente por un grupo proveniente de Valdivia al mando del capitán Tomás de Figueroa.
En 1793 se decide reinstalar la misión, que incluyó además la construcción del fuerte español con el nombre de San José de Alcudia por orden de Ambrosio O'Higgins en honor a Manuel Godoy, Duque de Alcudia, y ministro de hacienda del rey Carlos IV de España. Al mando estuvo el ingeniero militar Manuel Olaguer Feliú, y el material principal que se utilizó fue piedra cancagua, con una superficie de 3600 m² y muros de 40x60x40 cm. El fortín «es una de las últimas fortificaciones construidas en el periodo colonial, y fue pensada para establecer control español en el Camino Real entre las ciudades de Valdivia y Castro».
El año 2009 se decidió iniciar un proceso de restauración, mientras que ya en el año 1982 había pasado por un proceso similar a cargo del Centro de Conservación de Monumentos Históricos y Arqueología de la Universidad Austral de Chile.